# Mrowino (jezioro)
Mrowino (niem. Gr. Mierenstubben See) – jezioro w woj. lubuskim, w powiecie gorzowskim, w gminie Kłodawa, leżące na terenie Równiny Gorzowskiej. Jezioro położone jest na terenie Barlinecko-Gorzowskiego Parku Krajobrazowego.
Obecna nazwa została wprowadzona urzędowo 17 września 1949 roku. Państwowy rejestr nazw geograficznych jako nazwy oboczne podaje  Marwicko oraz Mrowinko.
Według Mapy Podziału Hydrograficznego Polski leży na terenie zlewni ósmego poziomu Bezpośrednia zlewnia jez. Mrowino. Identyfikator MPHP to 18898639.

## Morfometria
Według danych Instytutu Rybactwa Śródlądowego powierzchnia zwierciadła wody jeziora wynosi 26,2 ha. Średnia głębokość zbiornika wodnego to 2,2 m, a maksymalna to 4,4 m. Lustro wody znajduje się na wysokości 58,9 m n.p.m. Objętość jeziora wynosi 576,4 tys. m³. Natomiast A. Choiński podał wielkość jeziora jako 23,5 ha.

## Zagospodarowanie
Administratorem wód jeziora jest Regionalny Zarząd Gospodarki Wodnej w Poznaniu. Utworzył on obwód rybacki, który obejmuje wody jezior Chłop, Lubie, Chłopek, Mrowino, Mrowinko i jeziora Mokrego  (Obwód rybacki Jeziora Lubie na kanale Santoczna nr 2). Ekstensywną gospodarkę rybacką prowadzi na jeziorze Polski Związek Wędkarski Okręg w Gorzowie Wielkopolskim.